# Nyctemera arcuatum
Nyctemera arcuatum är en fjärilsart som beskrevs av Swinhoe 1892. Nyctemera arcuatum ingår i släktet Nyctemera och familjen björnspinnare. Inga underarter finns listade i Catalogue of Life.